# Abde Ezzalzouli
Abde Ezzalzouli, född 17 december 2001 i Béni Mellal, är en marockansk fotbollsspelare.

## Karriär
Abde Ezzalzouli inledde sin seniorkarriär i Hércules 2019. 2021 kontrakterades han av Barcelona. Efter att han varit utlånad till Osasuna flyttade han till Real Betis 2023.Han har representerat Marocko på flera ungdomsnivån sedan 2019. Han ingick i det marockanska laget som vid olympiska sommarspelen 2024 i Paris tog brons efter att Marocko besegrat Egypten i bronsmatchen.